# Укулеле
Укуле́ле — четырёхструнная разновидность гитары, используемая для аккордового сопровождения песен и игры соло.

## История
Укулеле появилась на Гавайских островах во второй половине XIX века, куда её, под названием машети да браса (порт. machete da braça), завезли португальцы с острова Мадейра. Первый магазин по продаже укулеле на Гавайях был открыт в 1880 году Мануэлем Нуньесом (1843−1922). Гавайцы используют укулеле для исполнения сентиментальных песен на английском языке и музыки в «гавайском стиле».
Название инструмента (гав. ʻukulele) переводится как «скачущая блоха» — то, на что похожи быстрые движения правой руки при игре на укулеле. Учитывая, что прежде чем попасть на Гавайи, родственная укулеле маленькая гитара кавакинью в XV веке была завезена португальцами в Африку, возможно что это название как-то связано со словом укулеле из южно-африканского (кафрского) языка коса (уку — инфинитивная частица, подобная англ. to + леле — глагол «спать»), смысл которого хорошо передаёт мечтательное и задумчивое настроение, вызываемое звуками укулеле.
В США инструмент начал обретать популярность после выступлений гавайских музыкантов в рамках Панамо-Тихоокеанской выставки, проходившей в Сан-Франциско в 1915 году. Пик популярности пришёлся на 1930-е.

## Описание и виды
Корпус гитарообразный. В качестве исключения встречается форма «ананас», запатентованная Самуэлем Камакой в 1927 году. Материалы изготовления: массив древесины различных пород, ламинат (фанера), пластик. Струны синтетические, изначально были жильными (кишечными). Укулеле, как правило, изготавливаются из дерева, хотя существуют инструменты которые частично или полностью состоят из пластика или других материалов. Более дешевые укулеле, как правило, изготавливаются из фанеры или ламинированного дерева, в некоторых случаях с деками из тонированного дерева, такого как ель. Более дорогие укулеле производятся из твердых лиственных пород, таких как махагони. Традиционно преобладающая древесина для укулеле — это вид акации, эндемичный на Гавайях, который называется коа.
Существует несколько видов укулеле, отличающихся своими размерами. Основными из них, в порядке возрастания, являются укулеле сопрано, концерт и тенор. Затем идут баритон и бас. Ансамблевая укулеле бас представляет собой малогабаритную акустическую бас-гитару. Это самый молодой инструмент семейства укулеле, серийное производство которого началось в 2007 году.
Высота звучания струн укулеле сопрано, концерт, тенор одинаковая, и образует кварто-терциевый строй G1 C1 E1 A1 (от верхней струны к нижней по их расположению на инструменте). Особенностью настройки этих видов укулеле является повышенная на октаву верхняя струна G (Соль). Таким образом, самой низкой по звучанию струной оказывается струна C (До первой октавы). Некоторые модели тенора и баритона могут иметь 1, 2, 4 пары сдвоенных струн, звучащих в унисон или октаву.
| Вид     | Мензура, см | Длина, см | Строй |
| ------- | ----------- | --------- | --- |
| Сопрано | 33          | 46—53     | G1 C1 E1 A1 — стандартный. Gм C1 E1 A1 (Low G) — с пониженной на октаву струной Соль (требуется установка другой струны G) |
| Концерт | 38          | 60        | G1 C1 E1 A1 — стандартный. Gм C1 E1 A1 (Low G) — с пониженной на октаву струной Соль (требуется установка другой струны G) |
| Тенор   | 43          | 70        | G1 C1 E1 A1 — стандартный. Gм C1 E1 A1 (Low G) — с пониженной на октаву струной Соль (требуется установка другой струны G) |
| Баритон | 48          | 80        | Dм Gм Bм E1 — ниже строя Low G на кварту. Совпадает с первыми 4 струнами классической гитары                               |
| Бас     | 53          | 81        | Eк Aк Dб Gб — квартовый строй как у бас-гитары                                                                             |